# أوسيكاوبونكي

موقع أوسيكاوبونكي.

شعار أوسيكاوبونكي

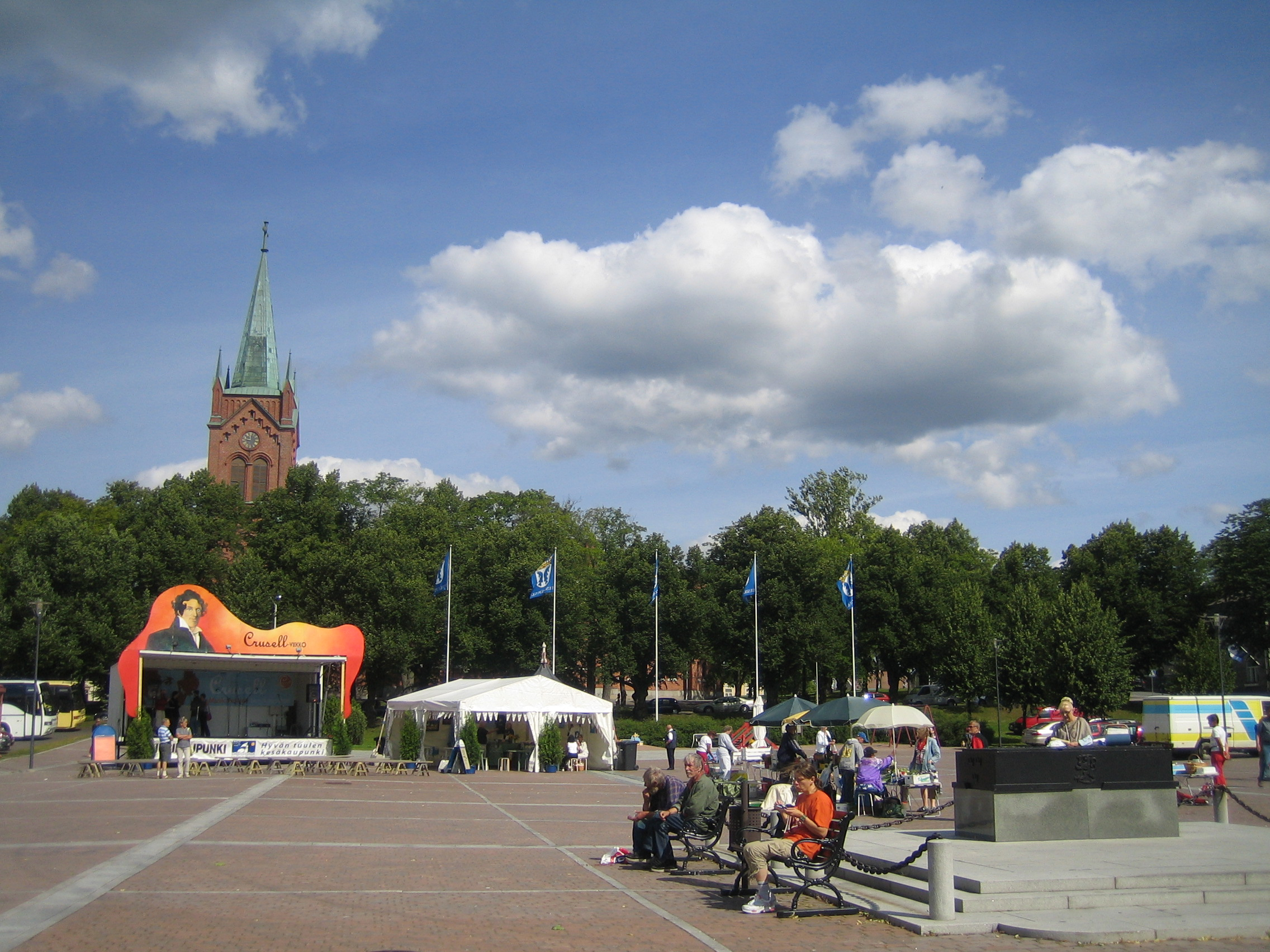
السوق مع الكنيسة الجديدة في الخلفية

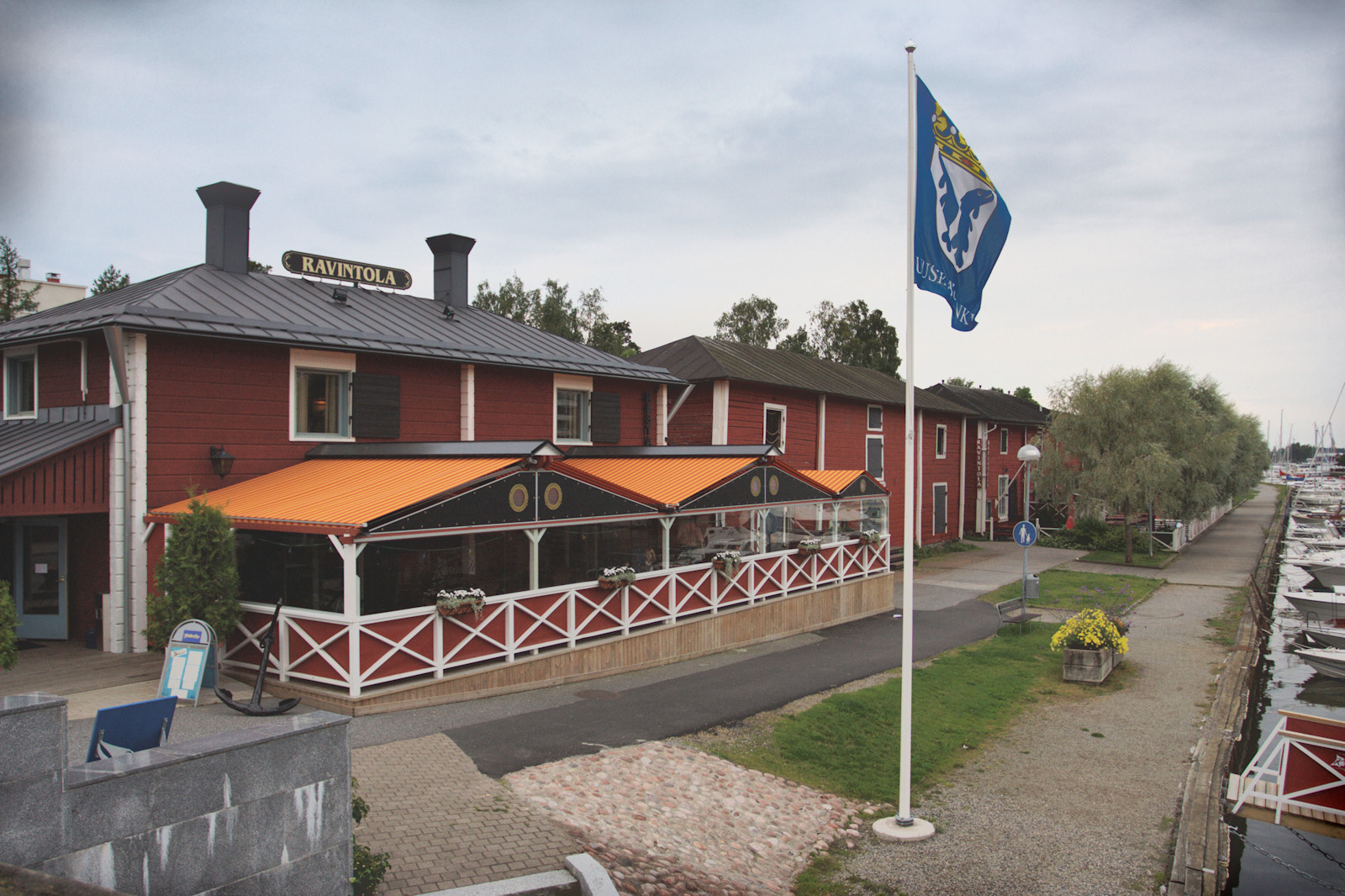
مستودعات على ضفاف خليج بالمدينة.

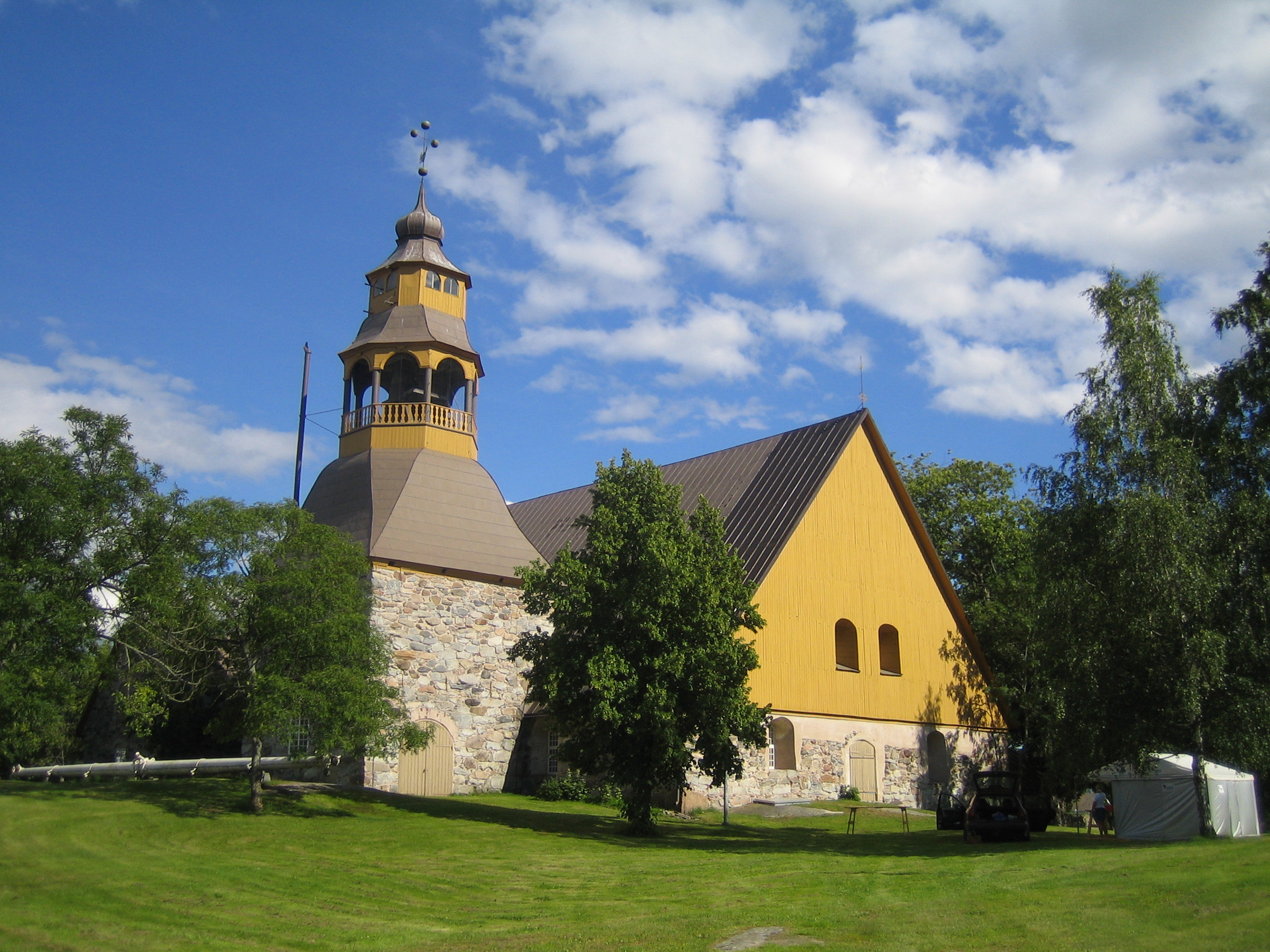
كنيسة أوسيكاوبونكي القديمة

أوسيكاوبونكي (بالفنلندية Uusikaupunki، بالسويدية Nystad) مدينة وبلدية فنلندية.
تقع في منطقة فارسينايس سوومي. يبلغ عدد قاطني البلدية 15.892 ساكن، ويغطي نطاقها البلدي مساحة 1,932.72 كيلومتراً مربعاً (746.23 ميل مربع) منها 1,430.04 كيلومترا مربعا (552.14 ميل مربع) مياه داخلية. وتبلغ الكثافة السكانية 31.58 نسمة لكل كيلومتر مربع (81.8 / ميل مربع).
البلدية أحادية اللغة وهي الفنلندية. يعني اسمها سواء بالفنلندية أو بالسويدية حرفياً «البلدة الجديدة».
أوسيكاوبونكي مقر فالمت أوتوموتف، شركة إنتاج ميكانيكي، تنتج السيارات والمركبات لشركات أخرى مصنعة للسيارات.
في سنة 1721، تم التوقيع في أوسيكاوبونكي على معاهدة نيستاد، التي وضعت حداً للحروب بين الإمبراطورية السويدية وروسيا القيصرية.
الاسم الأصلي للقرية الرئيسية التي اندمجت في أوسيكاوبونكي كان كالاينن (نعت فنلندي يعني «وفيرة الأسماك»). نشأت قرية كالاينن كمكان لسوق لشعب فاكا سوومي. تأسست مدينة أوسيكاوبونكي كبلدة بحقوق تجارية سنة 1617 بمرسوم من قبل الملك غوستاف الثاني أدولف.
كانت حتى القرن التاسع عشر ميناءً هاماً للتجارة وصيد السمك، وظلت حتى النصف الثاني من القرن العشرين مقراً هاماً بصناعة السفن.
تستضيف أوسيكاوبونكي متحف شركة بونك.

## السكان
- عدد السكان 15.905 (2008)
- توزع السكان (2001)
  - من عمر 1 إلى 14 سنة 2.853 = 16,9 ٪ من السكان
  - من 15 إلى 64، 11.477 = 68,1 ٪ من السكان
  - أكثر من 65 سنة 2.521 = 15,0 ٪ من السكان
  - الرجال 8.425 = 50,0 ٪ من السكان
  - النساء 8.426 = 50,0 ٪ من السكان

## مسافات
- هلسنكي 230 كم
- تامبيري 170 كم
- توركو 70 كم
- راوما 45 كم
- لاتيلا 18 كم

## التوأمة
- أنتسلا، إستونيا
- هادرسليف، الدنمارك
- فيليكي نوفغورود، روسيا
- سانديفيورد، النرويج
- شنتندري، المجر
- فاربيرغ، السويد

## وصلات خارجية
- بلدة أوسيكاوبونكي – الموقع الرسمي